# Østbirk Skole
Østbirk Skole er en folkeskole beliggende i Østbirk i Horsens Kommune ca. 15 km nord for Horsens. Skolen har ca. 450 elever fordelt på 9 klassetrin. Skolen er grundlagt i 1904 og har fungeret som skole siden.
Skoledistriktet grænser op til Brædstrup, Gedved, Nim og Egebjerg skoledistrikter.

## Udeområderne på skolen
I mellemtrinnets skolegård er der blandt andet to fodboldbaner, klatrestativ, gynger, og en lille skov man kan lege i.
I udskolingens skolegård er der en fodboldbane, udendørs bordtennisbord og bordbænkesæt, hvor man kan spise sin madpakke. I indskolingen er der rig mulighed for at more sig i pauserne. Der er blandt andet: To fodboldbaner, bålsted, svævebane, sandkasse, gyngestativer og meget mere.

## Lokalområdet
Østbirk er en by i Østjylland med 2.225 indbyggere, beliggende 11 km øst for Brædstrup, 16 km sydvest for Skanderborg og 15 km nordvest for Horsens. Byen hører til Horsens Kommune og ligger i Region Midtjylland. Østbirk hører til Østbirk Sogn, og Østbirk Kirke ligger i byen. For børnene er der mange muligheder for fritidsaktiviteter, man kan gå til fodbold, håndbold, badminton, tennis, Esport, ridning og meget mere.

## Karakterer og trivsel
Den samlede gennemsnitskarakter for folkeskolens afgangseksamen i skoleåret 2019/2020 var 7,8. Det er en stigning på 0,9 % i forhold til året før.
En trivselsundersøgelse fra Undervisningsministeriet viser at 91,4 % af børnene trives generelt. 93,7 % trives socialt og 86,7 % trives fagligt.

## Eleverne
Der går 457 elever på skolen, og der går 22,9 elever pr. klasse. Eleverne har i gennemsnit 5,7 % fravær, det er under landsgennemsnittet som er på 5,9 %.
I 2016/2017 startede 90% på en ungdomsuddannelse, det er både højere end kommunegennemsnittet som er på 82,6 og landsgennemsnittet som er på 85%.
Kompetencedækningen i 2019/2020 var 93,1 %, det er over gennemsnittet i Horsens kommune. Kompetencedækning er andelen af undervisningstimer der varetages af en lærer med undervisningskompetence i faget.